# Mickey Duffy
Michael "Mickey" Duffy (născut William Michael Cusick; 1888 - 30 august 1931), mai cunoscut și ca John Murphy și George McEwan, a fost un mafiot polonez-american din Atlantic City și rival al lui Maxie "Boo Boo" Hoff în perioada Prohibiției. A devenit unul dintre cei mai cunoscuți și puternici contrabandiști cu bere din Philadelphia.